# Culiseta marchettei
Culiseta marchettei is een muggensoort uit de familie van de steekmuggen (Culicidae). De wetenschappelijke naam van de soort is voor het eerst geldig gepubliceerd in 1969 door Garcia, Jeffery & Rudnick.